# Erick Noriega
Erick Noriega (* 22. Oktober 2001 in Nagoya, Präfektur Aichi), mit vollständigen Namen Erick Carlos Noriega Loret de Mola, ist ein peruanisch–japanischer Fußballspieler.

## Karriere
Erick Noriega erlernte das Fußballspielen in der Jugendmannschaft von Alianza Lima im peruanischen Lima sowie in der Jugendmannschaft von Shimizu S-Pulse. Hier unterschrieb er 2020 auch seinen ersten Vertrag. Der Verein aus Shimizu spielte in der höchsten japanischen Liga, der J1 League. Von Mitte 2020 bis Anfang 2021 wurde er an Machida Zelvia ausgeliehen. Mit dem Verein aus Machida spielte er siebenmal in der zweiten Liga, der J2 League. Sein Zweitligadebüt gab er am 22. August 2020 im Auswärtsspiel bei Renofa Yamaguchi FC. Hier wurde er in der 80. Minute für Hiroki Mizumoto eingewechselt. Nach der Ausleihe kehrte er Anfang 2021 zu Shimizu zurück.